# Martin Schäfer (Politiker, 1965)
Martin Schäfer (* 1965) ist ein deutscher Kommunalpolitiker. Seit 2014 ist er als Vertreter einer unabhängigen Wählergemeinschaft Erster Bürgermeister der oberbayerischen Gemeinde Gröbenzell.
Schäfer lebt seit 1971 in Gröbenzell. Er schloss die Realschule ab und absolvierte im Anschluss eine Ausbildung zum Forstwirt. Er wurde beim Staatlichen Forstamt München angestellt. 1987 erwarb er eine Wäscherei im Münchner Stadtteil Schwabing. Deren Angebot erweiterte er um einen Mietservice für Schmutzfangmatten. Nach dem Verkauf des Geschäfts baute er eine neue, erfolgreiche Herstellung sowie Wäscherei für Schmutzfang-, Design-, Logo- und Werbematten aus Nylon, Baumwolle oder Kokos in Gröbenzell auf. Ein besonderes Geschäftsmodell ist der bundesweite Austauschsservice von verschmutzten Matten gegen gereinigte direkt beim Kunden.
Bei der Kommunalwahl 2008 kandidierte Schäfer, der zuvor nicht politisch aktiv gewesen war, für die Wählergemeinschaft UWG und wurde als deren einziges Mitglied in den Gemeinderat von Gröbenzell gewählt. In dieser Funktion rief er u. a. das jährliche Familienfest am Rathaus ins Leben. Bei der Kommunalwahl 2014 schaffte er den Einzug in die Stichwahl um das Bürgermeisteramt, in welcher er sich am 30. März 2014 mit 61,9 % überraschend gegen einen Kandidaten der CSU durchsetzen konnte. Seine Amtszeit begann am 1. Mai 2014. Während seiner Amtszeit näherte sich die Gemeinde Gröbenzell der Marke von 20.000 Einwohnern. Ende des Jahres 2018 betrug die Einwohnerzahl 19.967.
Mit Stichtag 31. März 2019 gab das Landratsamt Fürstenfeldbruck die Einwohnerzahl mit 20.048 bekannt, dadurch erhöhte sich die Anzahl der Gemeinderatsmitglieder zur Kommunalwahl 2020 auf 30.
In einer Stichwahl gegen Anton Kammerl (CSU) bewarb sich Martin Schäfer am 29. März 2020 erneut um den Posten als Gröbenzeller Bürgermeister. Aufgrund der Corona-Pandemie fand diese Stichwahl, wie bayernweit alle anderen, erstmals ausschließlich als Briefwahl statt. Eine Mehrheit von 53,82 Prozent sicherte Martin Schäfer erneut das Bürgermeisteramt.
Im September 2023 wurde bekannt, dass die Staatsanwaltschaft München II gegen Schäfer wegen des Verdachts der Untreue im Zusammenhang mit seiner Tätigkeit als Bürgermeister ermittelt. Das Verfahren wurde Anfang 2024 als unbegründet eingestellt.